# Bordea cavicola
Bordea cavicola är en spindelart som först beskrevs av Simon 1884.  Bordea cavicola ingår i släktet Bordea och familjen täckvävarspindlar. Inga underarter finns listade.